# Codrongianos
Codrongianos ist eine italienische Gemeinde (comune) in der Metropolitanstadt Sassari auf Sardinien mit 1267 Einwohnern (Stand 31. Dezember 2023). Die Gemeinde liegt etwa 14 Kilometer südöstlich von Sassari im Logudoro.

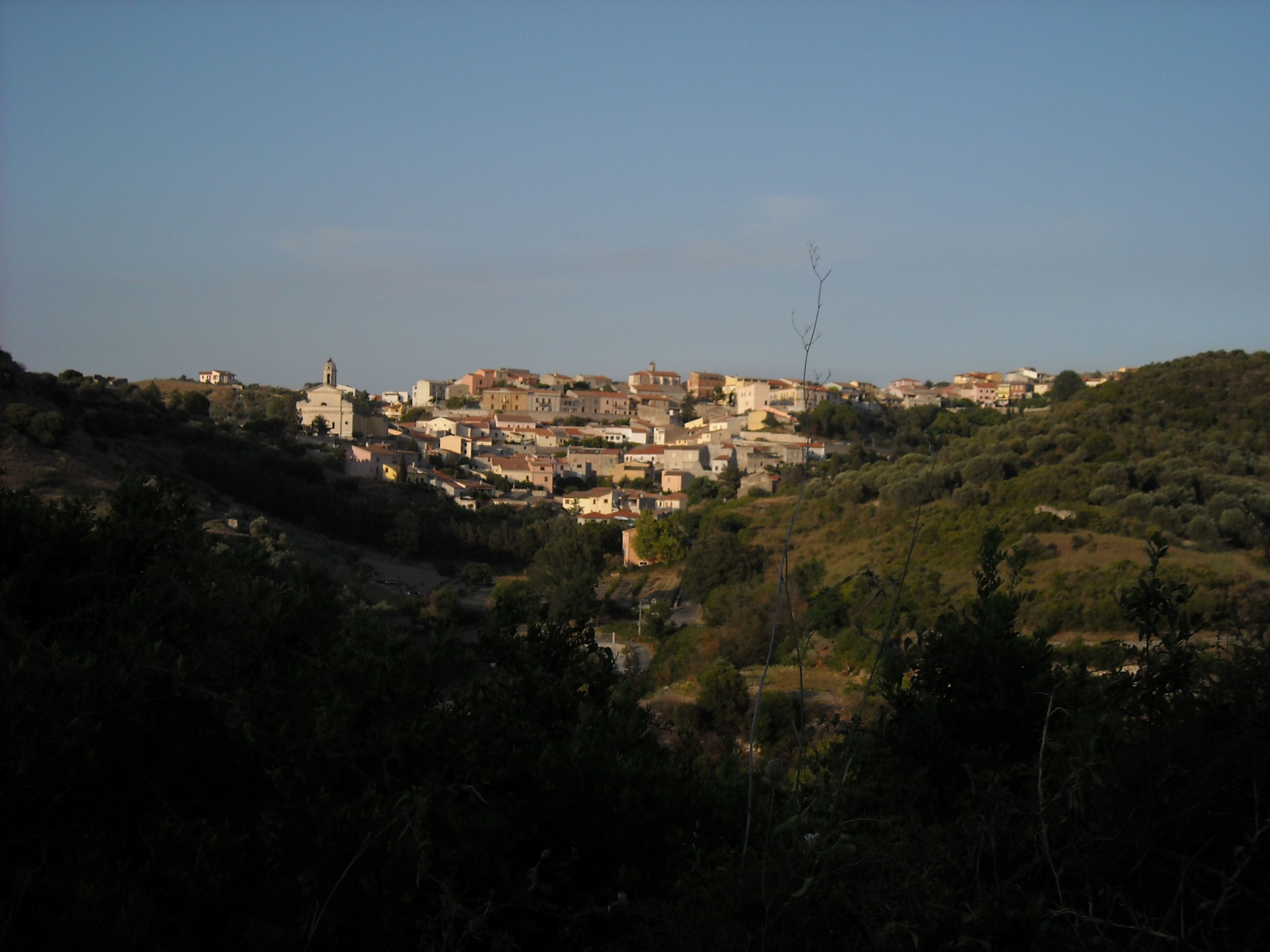
Blick auf Codrongianos

## Sehenswürdigkeiten
Im Ort befindet sich die Santissima Trinità di Saccargia als Beispiel pisanischer Architektur auf Sardinien.

## Energie
Condrongianos ist Standort eines Gasturbinenkraftwerks, auf dessen Areal sich auch die Stromrichterstation der HGÜ SACOI befindet.

## Verkehr
Durch die Gemeinde führen die Strada Statale 131 Carlo Felice von Cagliari nach Porto Torres. In diese mündet die Strada Statale 597 di Logudoro nach Olbia ein.